# Millendon
Millendon är en ort i Australien. Den ligger i kommunen Swan och delstaten Western Australia, omkring 22 kilometer nordost om delstatshuvudstaden Perth. Antalet invånare är 796.
Runt Millendon är det ganska tätbefolkat, med 70 invånare per kvadratkilometer.. Närmaste större samhälle är Yokine, omkring 19 kilometer sydväst om Millendon.
Trakten runt Millendon består till största delen av jordbruksmark. Genomsnittlig årsnederbörd är 763 millimeter. Den regnigaste månaden är juli, med i genomsnitt 131 mm nederbörd, och den torraste är december, med 14 mm nederbörd.